# Liste der Monuments historiques in Saint-Imoges
Die Liste der Monuments historiques in Saint-Imoges führt die Monuments historiques in der französischen Gemeinde Saint-Imoges auf.

## Liste der Objekte
| Bezeichnung                | Beschreibung                                                                                     | Standort                                 | Kennzeichnung | Schutzstatus    | Datum  | Bild |
| -------------------------- | ------------------------------------------------------------------------------------------------ | ---------------------------------------- | ------------- | --------------- | ------ | ---- |
| Glockenspiel               | Spieltisch und sechs Bronzeglocken, 19. Jahrhundert                                              | in der Kirche Notre-Dame-du-Chêne (Lage) | PM51000978    | Classé          | 1987   |      |
| Gemälde Heilige Margarethe | Ölfarbe auf Holz, Holzrahmen, 17. Jahrhundert; vermutlich während des Ersten Weltkriegs zerstört | in der Kirche Notre-Dame-du-Chêne (Lage) | PM51001597    | Classé gelöscht | ? 1944 |      |